# 츠바키팩토리
츠바키팩토리(つばきファクトリー 쓰바키화쿠토리[*])는 헬로! 프로젝트에 소속된 일본의 11인조 여성 아이돌 그룹이다.

## 개요
2015년 4월 29일, 하로프로 연수생의 야마기시 리코, 오가타 리사, 니이누마 키소라, 타니모토 아미, 키시모토 유메노, 아사쿠라 키키의 6명에 의해 신유닛이 결성되는 것이 발표되었다.
유닛 이름의 유래는 "만엽의 시대부터 사람들에게 사랑 받고 온 일본 원산의 꽃, 동백나무처럼 단정하고 늠름한 아름다움을 간직하고, 에버그린 싱싱함과 강함을 갖춘 그룹으로 자라길 바란다"으로 알려졌다. 앞서 결성된 코부시팩토리와 마찬가지로 유닛 이름의 전형은 Berryz코보의 활동 정지 후, "헬로! 프로젝트 어드바이저"에 취임하게 된 시미즈 사키도 관여하고 있으며, Berryz코보의 스피릿도 계승해 가게와 "팩토리(공방)"으로 담겨있다.
2016년 8월 13일, 하로프로 연수생의 오노 미즈호, 오노다 사오리, 아키야마 마오의 3명이 츠바키팩토리의 신멤버로서 가입이 결정되었다.
동년 9월 4일, Zepp Tokyo에서 행해진「하로프로 연수생 발표회 2016 9월 ~SINGING!~」에서 2017년 1월의 메이저 데뷔를 하는 것이 발표되었다.
2017년 11월 9일에 제50회 일본유선대상에서 신인상을 수상하였으며, 12월 30일에 제59회 일본 레코드 대상에서 최우수 신인상을 수상하였다.
2020년 10월 8일, 오가타 리사가「헬로! 프로젝트의 룰에 어긋나는 사안이 발각되어, 본인도 사실을 대체로 인정한다」라고 활동 휴지하는 것을 헬로! 프로젝트 공식 사이트에서 발표.
동년 12월 28일, 활동 휴지 중인 오가타 리사가 츠바키팩토리와 헬로! 프로젝트에서의 활동은 종료해, 향후, 연예 활동을 계속할 예정이라고 헬로! 프로젝트의 공식 사이트에서 발표되었다.
2021년 1월 20일, Juice=Juice와 츠바키팩토리의 합동 신멤버 오디션의 개최를 발표하였다.
동년 7월 7일, Juice=Juice와 츠바키팩토리의 합동 신멤버 오디션에서 카사이 유우미, 야기 시오리, 후쿠다 마린과 하로프로 연수생의 요후 루노가 합격하여 신멤버로 가입.
2022년 7월 5일, 9th 싱글「アドレナリン・ダメ／弱さじゃないよ、恋は／アイドル天職音頭」(6월 29일 발매)가 오리콘 주간 앨범 차트에서 첫 1위를 획득했다.
동년 9월 3일, 아사쿠라 키키가 2023년 봄을 기해 츠바키팩토리와 헬로! 프로젝트를 졸업하는 것을 발표하였다.
2023년 4월 2일, 아사쿠라 키키가 마쿠하리 멧세에서 행해진「Hello! Project 히나페스 2023 츠바키팩토리 프리미엄 ~아사쿠라 키키 졸업 스페셜~」을 기해 츠바키팩토리와 헬로! 프로젝트를 졸업.
동년 4월 13일, 야마기시 리코와 키시모토 유메노가 2023년 가을 콘서트를 기해 츠바키팩토리와 헬로! 프로젝트를 졸업하는 것을 발표하였다.
동년 6월 26일, 헬로! 프로젝트의 전 그룹, 신그룹, 하로프로 연수생과 합동으로 신멤버 오디션「헬로! 프로젝트 25주년 기념 신멤버 오디션」을 개최하는 것을 발표하였다.
동년 11월 6일, 야마기시 리코, 키시모토 유메노가 일본 무도관에서 행해진「츠바키팩토리 콘서트 투어 2023 가을 가석야 ~야마기시 리코 · 키시모토 유메노 졸업 스페셜~ 아카츠키」를 기해 츠바키팩토리와 헬로! 프로젝트를 졸업.
2024년 1월 26일, 니이누마 키소라가 2024년 봄 콘서트를 기해 츠바키팩토리와 헬로! 프로젝트를 졸업하는 것을 발표하였다.
동년 2월 7일,「헬로! 프로젝트 25주년 기념 신멤버 오디션」에서 이시이 미하네, 무라타 유우, 도이 후우카가 합격하여 신멤버로 가입.
동년 6월 10일, 니이누마 키소라가 일본 무도관에서 행해진「츠바키팩토리 콘서트 투어 2024 봄「C'mon Everybody !」니이누마 키소라 졸업 스페셜 ~Ready Go! Now!~」를 기해 츠바키팩토리와 헬로! 프로젝트를 졸업.
동년 7월 13일, 헬로! 프로젝트의 전 그룹, 하로프로 연수생, 하로프로 연수생 홋카이도와 합동으로 신멤버 오디션「헬로! 프로젝트 신멤버 오디션 2024」를 개최하는 것을 발표하였다.
2025년 1월 27일, 야기 시오리가 동년 4월 30일의 일본 무도관에서 결성 10주년 기념 콘서트를 기해 츠바키팩토리와 헬로! 프로젝트를 졸업하는 것을 발표하였다.
동년 4월 30일, 야기 시오리가 일본 무도관에서 행해진「츠바키팩토리 10th Anniversary Concert at BUDOKAN ~OUR DAYS~」를 기해 츠바키팩토리와 헬로! 프로젝트를 졸업.
동년 8월 16일 - 신멤버로 하로프로 연수생 중에서 니시무라 이츠키가 가입하는 것이 발표되었다. 헬로! 프로젝트의 전 그룹, 하로프로 연수생, 하로프로 연수생 홋카이도와 합동으로 신멤버 오디션「헬로! 프로젝트 신멤버 오디션 2025」를 개최하는 것을 발표하였다.

## 구성원
| 이름            | 소개 |
| --------------- | --- |
| 타니모토 아미   | - 이름 : 谷本安美 (Tanimoto Ami) - 생년월일 : 1999년 11월 16일(25세) - 색상 : 연보라 - 출생지 : 일본 홋카이도 - 포지션 : 3대 리더, 보컬, 최연장자 - 활동 기간 : 2015년 4월 ~ |
| 오노 미즈호     | - 이름 : 小野瑞歩 (Ono Mizuho) - 생년월일 : 2000년 9월 29일(24세) - 색상 : 청록 - 출생지 : 일본 도쿄도 - 포지션 : 3대 서브리더, 보컬 - 활동 기간 : 2016년 8월 ~              |
| 오노다 사오리   | - 이름 : 小野田紗栞 (Onoda Saori) - 생년월일 : 2001년 12월 17일(23세) - 색상 : 분홍 - 출생지 : 일본 시즈오카현 - 포지션 : 보컬 - 활동 기간 : 2016년 8월 ~                    |
| 아키야마 마오   | - 이름 : 秋山眞緒 (Akiyama Mao) - 생년월일 : 2002년 7월 29일(23세) - 색상 : 연빨강 - 출생지 : 일본 오사카부 - 포지션 : 메인댄서 - 활동 기간 : 2016년 8월 ~                   |
| 카사이 유우미   | - 이름 : 河西結心 (Kasai Yuumi) - 생년월일 : 2003년 7월 30일(22세) - 색상 : 보라 - 출생지 : 일본 야마나시현 - 포지션 : 메인보컬 - 활동 기간 : 2021년 7월 ~                   |
| 후쿠다 마린     | - 이름 : 福田真琳 (Fukuda Marine) - 생년월일 : 2004년 10월 18일(20세) - 색상 : 로얄 블루 - 출생지 : 일본 나가사키현 - 포지션 : 보컬 - 활동 기간 : 2021년 7월 ~               |
| 요후 루노       | - 이름 : 豫風瑠乃 (Yofu Runo) - 생년월일 : 2007년 12월 20일(17세) - 색상 : 머스타드 - 출생지 : 일본 오사카부 - 포지션 : 메인보컬 - 활동 기간 : 2021년 7월 ~                  |
| 이시이 미하네   | - 이름 : 石井泉羽 (Ishii Mihane) - 생년월일 : 2008년 10월 20일(16세) - 색상 : 하양 - 출생지 : 일본 가나가와현 - 포지션 : 보컬 - 활동 기간 : 2024년 2월 ~                     |
| 무라타 유우     | - 이름 : 村田結生 (Murata Yuu) - 생년월일 : 2010년 3월 12일(15세) - 색상 : 라이트 핑크 - 출생지 : 일본 아이치현 - 포지션 : 보컬 - 활동 기간 : 2024년 2월 ~                   |
| 도이 후우카     | - 이름 : 土居楓奏 (Doi Fuka) - 생년월일 : 2010년 3월 23일(15세) - 색상 : 브라이트 그린 - 출생지 : 일본 오사카부 - 포지션 : 보컬 - 활동 기간 : 2024년 2월 ~                   |
| 니시무라 이츠키 | - 이름 : 西村乙輝 (Nishimura Itsuki) - 생년월일 : 2010년 10월 15일(14세) - 색상 : 노랑 - 출생지 : 일본 가나가와현 - 포지션 : 보컬, 최연소 - 활동 기간 : 2025년 8월 ~         |

### 전 구성원
| 이름            | 소개 |
| --------------- | --- |
| 오가타 리사     | - 이름 : 小片リサ (Ogata Risa) - 생년월일 : 1998년 11월 5일(26세) - 색상 : 연주황 - 출생지 : 일본 도쿄도 - 포지션 : 초대 서브리더, 보컬 - 활동 기간 : 2015년 4월 ~ 2020년 12월 - 비고 : 연예계 활동중                                           |
| 아사쿠라 키키   | - 이름 : 浅倉樹々 (Asakura Kiki) - 생년월일 : 2000년 9월 3일(24세) - 색상 : 연분홍 - 출생지 : 일본 지바현 - 포지션 : 메인보컬 - 활동 기간 : 2015년 4월 ~ 2023년 4월 - 비고 : 2025년 3월에 연예 활동 종료                                        |
| 야마기시 리코   | - 이름 : 山岸理子 (Yamagishi Riko) - 생년월일 : 1998년 11월 24일(26세) - 색상 : 연두 - 출생지 : 일본 지바현 - 포지션 : 리더, 댄서, 최연장자 - 활동 기간 : 2015년 4월 ~ 2023년 11월 - 비고 : 연예계 활동중                                       |
| 키시모토 유메노 | - 이름 : 岸本ゆめの (Kishimoto Yumeno) - 생년월일 : 2000년 4월 1일(25세) - 색상 : 노랑 - 출생지 : 일본 오사카부 - 포지션 : 메인보컬 - 활동 기간 : 2015년 4월 ~ 2023년 11월 - 비고 : 연예계 활동중                                               |
| 니이누마 키소라 | - 이름 : 新沼希空 (Niinuma Kisora) - 생년월일 : 1999년 10월 20일(25세) - 색상 : 연파랑 - 출생지 : 일본 아이치현 - 포지션 : 2대 리더, 보컬 - 활동 기간 : 2015년 4월 ~ 2024년 6월 - 비고 : 한때 연예계 은퇴했으나, 후에 2024년 11월에 연예계 복귀 |
| 야기 시오리     | - 이름 : 八木栞 (Yagi Shiori) - 생년월일 : 2003년 9월 19일(21세) - 색상 : 오렌지 - 출생지 : 일본 아이치현 - 포지션 : 보컬 - 활동 기간 : 2021년 7월 ~ 2025년 4월                                                                                 |

## 음악

### 싱글
인디즈
1. 青春まんまんなか! (2015년 9월 6일)
2. 気高く咲き誇れ! (2015년 12월 31일)
3. 独り占め／私がオバさんになっても (2016년 8월 6일 DVD 싱글 (DVD + CD))

메이저
1. 初恋サンライズ／Just Try!／うるわしのカメリア (2017년 2월 22일)
  - 트리플 A 사이드 (A면) 싱글. 커플링 곡은 없음.
    - 오노 미즈호 · 오노다 사오리 · 아키야마 마오 첫 참가 싱글
2. 就活センセーション／笑って／ハナモヨウ (2017년 7월 26일)
  - 트리플 A 사이드 (A면) 싱글. 커플링 곡은 없음.
3. 低温火傷／春恋歌／I Need You ～夜空の観覧車～ (2018년 2월 21일)
  - 트리플 A 사이드 (A면) 싱글. 커플링 곡은 없음.
4. デートの日は二度くらいシャワーして出かけたい／純情cm(センチメートル)／今夜だけ浮かれたかった (2018년 7월 18일)
  - 트리플 A 사이드 (A면) 싱글. 커플링 곡은 없음.
5. 三度目のデート神話／ふわり、恋時計 (2019년 2월 27일)
  - 양 A면 / 커플링 : もうサイコー!
6. 意識高い乙女のジレンマ／抱きしめられてみたい (2020년 1월 15일)
  - 양 A면 / 커플링 : ナインティーンの蜃気楼 (통상반 A) / Hair up 空へ! (통상반 B)
7. 断捨ISM／イマナンジ? (2020년 9월 30일)
  - 양 A면 / 커플링 : My Darling ～Do you love me?～ (통상반 A) / 恋のUFOキャッチャー (통상반 B)
    - 오가타 리사가 참가하는 싱글로서 마지막이 되었다.
8. 涙のヒロイン降板劇／ガラクタDIAMOND／約束・連絡・記念日 (2021년 11월 17일)
  - 트리플 A 사이드 (A면) 싱글. 커플링 곡은 없음.
    - 카사이 유우미 · 야기 시오리 · 후쿠다 마린 · 요후 루노 첫 참가 싱글
9. アドレナリン・ダメ／弱さじゃないよ、恋は／アイドル天職音頭 (2022년 6월 29일)
  - 트리플 A 사이드 (A면) 싱글. 커플링 곡은 없음.
10. 間違いじゃない 泣いたりしない／スキップ・スキップ・スキップ／君と僕の絆 feat.KIKI (2023년 2월 22일)
  - 트리플 A 사이드 (A면) 싱글. 커플링 곡은 없음.
    - 아사쿠라 키키 · 키시모토 유메노 마지막 참가 싱글
11. 勇気 It's my Life!／妄想だけならフリーダム／でも…いいよ (2023년 9월 27일)
  - 트리플 A 사이드 (A면) 싱글. 커플링 곡은 없음.
    - 야마기시 리코 마지막 참가 싱글
    - 6월 23일부터 활동 휴지 중인 키시모토 유메노가 싱글 불참가.
12. ベイビースパイダー／青春エクサバイト／鼓動OK? (2024년 8월 28일)
  - 트리플 A 사이드 (A면) 싱글. 커플링 곡은 없음.
    - 이시이 미하네 · 무라이 유우 · 도이 후우카 첫 참가 싱글
    - 니이누마 키소라 마지막 참가 싱글
13. My Days for You／悲しみがとまらない (2025년 6월 5일)
  - 양 A면 / 커플링 : 大好きなのに、大好きだから (통상반 A) / 月夜のパ・ド・ドゥ (통상반 B)
    - 야기 시오리 마지막 참가 싱글

콜라보레이션
- 죠죠군단 명의

1. 仲間 (2018년 7월 25일) - 니이누마, 키시모토, 오노다, 아키야마가 참가

- 하로프로 올스타즈 명의

1. YEAH YEAH YEAH／憧れのStress-free／花、闌の時 (2018년 9월 26일)
  - 트리플 A 사이드 (A면) / 커플링 : ハロー!ヒストリー

### 착신 싱글
1. ナインティーンの蜃気楼 ('19 Summer Ver.) (2019년 8월 24일)
2. シークレットサマー (2025년 7월 20일)

콜라보레이션
- 코부시팩토리 & 츠바키팩토리 명의

1. ひょっこりひょうたん島 (2018년 7월 17일)

### 앨범
1. first bloom (2018년 11월 14일)
2. 2nd STEP (2021년 5월 26일)
3. 3rd -Moment- (2024년 2월 21일)

### 미니 앨범
1. つばきファクトリー SOUND＋VISION Vol.1 (2016년 5월 18일 DVD + CD)

### 뮤지컬송 앨범
1. 演劇女子部 ミュージカル「サンクユーベリーベリー」オリジナルサウンドトラック (2015년 10월 8일)
2. 演劇女子部「ネガポジポジ」オリジナルサウンドトラック (2016년 12월 7일)

### DVD/Blu-ray
1. Hello! Project New Fes！2015 カントリー・ガールズ／こぶしファクトリー／つばきファクトリー (2015년 9월 26일)
2. 演劇女子部 ミュージカル「サンクユーベリーベリー」(2016년 2월 3일)
3. 演劇女子部「ネガポジポジ」(2017년 5월 17일)
4. つばきファクトリー ワンマンLIVE ～First Blossom～ (2018년 5월 3일)
5. こぶしファクトリー&つばきファクトリー プレミアムライブ2018春 “KOBO” (2018년 9월 5일 DVD / Blu-ray)
6. つばきファクトリー ライブツアー2019春・爛漫 メジャーデビュー2周年記念スペシャル (2019년 6월 5일 DVD / Blu-ray)
7. 演劇女子部「遙かなる時空の中で6 外伝 ～黄昏ノ仮面～」(2019년 9월 25일)
8. Hello! Project presents...「Premier seat」～つばきファクトリー Premium～ (2021년 1월 27일)
9. 「2nd STEP」 Solo and Dance Practice Clips (2021년 9월 15일)
10. つばきファクトリー コンサート2021「CAMELLIA～日本武道館スッペシャル～」(2022년 2월 23일 DVD / Blu-ray)
11. つばきファクトリー メジャーデビュー5周年記念ライブ ～君ならで誰にか見せむ椿の花色をも香をも知る人ぞ知る～ (2022년 7월 20일)
12. つばきファクトリー CONCERT TOUR～PARADE 日本武道館スッペシャル～ (2022년 10월 5일 DVD / Blu-ray)
13. つばきファクトリー CONCERT TOUR 〜ENCORE PARADE〜 (2023년 2월 22일)
14. つばきファクトリー CONCERT TOUR ～Fomalhaut～ (2023년 3월 29일)
15. Hello! Project ひなフェス 2023 【つばきファクトリープレミアム ～浅倉樹々卒業スペシャル～】 (2023년 10월 18일)
16. つばきファクトリー コンサートツアー 2023秋 可惜夜～山岸理子・岸本ゆめの 卒業スッぺシャル～暁 (2024년 4월 10일 DVD / Blu-ray)
17. つばきファクトリー コンサートツアー 2024 春「C'mon Everybody !」新沼希空卒業スッペシャル ～ Ready Go！Now！～ (2024년 10월 2일)

#### 이벤트V (이벤트 회장 한정판)
1. 이벤트V「初恋サンライズ／Just Try!／うるわしのカメリア」(2017년 4월 1일)
2. 이벤트V「就活センセーション／笑って／ハナモヨウ」(2017년 9월 16일)
3. 이벤트V「低温火傷／春恋歌／I Need You ～夜空の観覧車～」(2018년 4월 8일)
4. 이벤트V「デートの日は二度くらいシャワーして出かけたい／純情cm(センチメートル)／今夜だけ浮かれたかった」(2018년 8월 21일)
5. 이벤트V「三回目のデート神話／ふわり、恋時計」(2019년 3월 30일)
6. 이벤트V「意識高い乙女のジレンマ／抱きしめられてみたい」(2020년 2월 8일)

콜라보레이션
- 하로프로 올스타즈 명의

1. 이벤트V「YEAH YEAH YEAH／花、闌の時」(2018년 10월 20일)

## 출연

### 텔레비전
- The Girls Live (2015년 5월 10일 ~ 2019년 3월 25일, 테레비도쿄)
- AI・DOL 프로젝트 (2019년 4월 1일 ~ 2020년 3월 30일, 테레비도쿄)
- 하로드리 (2020년 4월 6일 ~ , 테레비도쿄)
- 가자! 츠바키팩토리 (2021년 7월 26일 ~ , BS 스카파!)
- 한 밤중에 하로! (2022년 1월 13일 ~ 3월 17일, 테레비도쿄) - 츠바키팩토리 본인 역

### 라디오
- HELLO! DRIVE! -하로드라- (2016년 10월 3일 ~ 2019년 6월, 라디오 네오 사회 : 오가타 리사)
- 츠바키팩토리의 카나리아 나이트 (2017년 1월 5일 ~ , 도카이 라디오)
- 60TRY부 (2020년 1월 7일 ~ , 라디오닛폰 키시모토 유메노) - 타케우치 아카리와 함께 격주 담당.

### 라이브 · 콘서트
- 츠바키팩토리 원맨 라이브 ~First Blossom~ (2018년 2월 22일, 디퍼 아리아케)
- 츠바키팩토리 라이브 투어 2018 봄 ~첫사랑~ (2018년 4월 15일 ~ 5월 27일, 9개 도시 18회 공연)
- 츠바키팩토리 라이브 투어 2018 가을 ~미열~ (2018년 9월 16일 ~ 12월 1일, 12개 도시 24회 공연)
- 츠바키팩토리 라이브 투어 2019 봄 ~난만~ 메이저 데뷔 2주년 스페셜 (2019년 2월 22일, 신키바 STUDIO COAST)
- 츠바키팩토리 라이브 투어 2019 봄 ~난만~ (2019년 3월 10일 ~ 5월 26일, 14개 도시 32회 공연)
- 츠바키팩토리 라이브 투어 2019 가을 : 월광 (2019년 9월 7일 ~ 12월 8일, 20개 도시 40회 공연)
- 츠바키팩토리 라이브 투어 2020 봄 츠바키 (2020년 2월 22일, 1개 도시 2회 공연)[23][24][25][26][27][28][29][30][31]
- 츠바키팩토리 콘서트 투어 2020 봄 CAMELLIA (공연 중지)[32][30]
- 츠바키팩토리 콘서트 2021「CAMELLIA ~일본 무도관 스페셜~」(2021년 10월 18일, 일본 무도관)
  - CS 테레비아사히 1과 스카파! 온디맨드에서 완전 생중계
- 츠바키팩토리 메이저 데뷔 5주년 기념 라이브 ~너만의 모습으로 누구에게 보여줄 동백꽃 색깔도 향기도 아는 사람만 안다~ (2022년 2월 20일, 하모니 홀 자마 대홀)
- Hello! Project 2022 Spring CITY CIRCUIT 츠바키팩토리 CONCERT TOUR ~PARADE~ (2022년 3월 20일 ~ 6월 4일, 11개 도시 15회 공연)
- 츠바키팩토리 CONCERT TOUR ~PARADE 일본 무도관 스페셜~ (2022년 5월 16일, 일본 무도관)
  - 전국 47도도부현의 극장에서 라이브 뷰잉을 실시 또는 BS 스카파!에서 완전 생중계
- Hello! Project 2022 Summer CITY CIRCUIT 츠바키팩토리 CONCERT TOUR ~ENCORE PARADE~ (2022년 7월 9일 ~ 8월 28일, 4개 도시 5회 공연)[33]
- 츠바키팩토리의 여름 축제 2022 ~작열~ (2022년 8월 25일, 카와구치코 스텔라 시어터)
- Hello! Project 2022 Autumn CITY CIRCUIT 츠바키팩토리 CONCERT TOUR ~Fomalhaut~ (2022년 9월 25일 ~ 11월 23일, 11개 도시 14회 공연)
- 츠바키팩토리 메이저 5주년 기념! SPOOX MUSIC ~츠바키팩토리 Xmas LIVE~ (2022년 11월 28일, Billboard Live TOKYO)
- 츠바키팩토리 메이저 데뷔 6주년 기념 라이브 ~Moment~ (2023년 2월 23일, RaiBoC Hall(시민회관 오미야) 대홀)
- Hello! Project 2023 Spring 츠바키팩토리 CONCERT TOUR ~순간~ (2023년 4월 15일 ~ 6월 11일, 8개 도시 11회 공연)
- Hello! Project 2023 Summer 츠바키팩토리 CONCERT TOUR ~순간~ 앵콜 (2023년 7월 23일 ~ 9월 2일, 6개 도시 8회 공연)
- 츠바키팩토리의 여름 축제 2023 ~작열~ (2023년 8월 24일, 카와구치코 스텔라 시어터)
- 츠바키팩토리 콘서트 투어 2023 가을「가석야」(2023년 10월 7일 ~ 29일, 3개 도시 8회 공연)
- 츠바키팩토리 콘서트 투어 2023 가을 가석야 ~야마기시 리코 · 키시모토 유메노 졸업 스페셜~ 아카츠키 (2023년 11월 6일, 일본 무도관)
  - 전국 47도도부현의 극장과 해외 2곳에서 라이브 뷰잉을 실시 또는 CS 테레비아사히 1에서 완전 생중계
- 츠바키팩토리 메이저 데뷔 7주년 기념 라이브『ReALIZE』(2024년 3월 10일, 이치카와 시 문화회관 대홀)
- 츠바키팩토리 콘서트 투어 2024 봄「C'mon Everybody !」(2023년 5월 3일 ~ 25일, 3개 도시 6회 공연)
- 츠바키팩토리 콘서트 투어 2024 봄「C'mon Everybody !」니이누마 키소라 졸업 스페셜 ~Ready Go! Now!~ (2024년 6월 10일, 일본 무도관)
  - 전국 47도도부현의 극장과 해외 2곳에서 라이브 뷰잉을 실시 또는 CS 테레비아사히 1에서 완전 생중계
- 츠바키팩토리의 여름 축제 2024 ~작열~ (2024년 8월 29일, 카와구치코 스텔라 시어터)
- 오카야마현 비젠시×츠바키팩토리 지역 활성화 콘서트 나루치카 츠바키팩토리 in 비젠 (2024년 11월 17일, 비젠시 시민센터)
- 츠바키팩토리 라이브 투어 2024 가을 고동 (2024년 9월 8일 ~ 11월 26일, 17개 도시 36회 공연)
- 츠바키팩토리 10th Anniversary SPRING LIVE 2025「Bloomin'」(2025년 3월 10일, 에도가와 구 종합 문화센터 대홀)
- 츠바키팩토리 10th Anniversary Concert at BUDOKAN ~OUR DAYS~ (2025년 4월 30일, 일본 무도관)
  - 전국 47도도부현의 극장과 해외 1곳에서 라이브 뷰잉을 실시
- 츠바키팩토리 10th Anniversary Live Tour 2025 Spring ~OUR DAYS GO ON~ (2025년 5월 10일 ~ 6월 29일, 8개 도시 13회 공연)
- 츠바키팩토리의 여름 축제 2025 ~작열~ (2025년 8월 28일, 카와구치코 스텔라 시어터)
- 츠바키팩토리 10th Anniversary Concert Tour 2025 Autumn ~ON AND ON~ (2025년 10월 4일 ~ 18일, 3개 도시 6회 공연)

### 합동 라이브 · 콘서트
- 하로프로 연수생 발표회 2015 ~봄의 공개 실력 진단 테스트~ (2015년 5월 4일, 나카노 선플라자)
- Hello! Project New Fes! 2015 (2015년 5월 16일, 시부야 공회당)
- 하로프로 연수생 발표회 2015 ~6월의 생계란 Show!~ (2015년 6월 14일 · 20일 · 27일, Zepp Tokyo · Nagoya · Namba)
- 하로프로 연수생 발표회 2015 ~9월의 생계란 Show!~ (2015년 9월 6일 · 13일 · 19일, Zepp Tokyo · Namba · Nagoya)
- Hello! Project New Fes! II (2015년 9월 23일, 고탄다 유우 포우토 홀 · 26일, 모리노 미야 필로티 홀)
- 하로프로 연수생 발표회 2015 ~11 · 12월의 생계란 Show!~ (2015년 11월 28일 · 12월 12일 · 13일, Zepp Nagoya · Tokyo · Namba)
- Hello! Project 연수생 발표회 2016 2월 · 3월 ~SINGING!~ (2016년 2월 13일 · 28일 · 3월 6일, Zepp Namba · Tokyo · Nagoya)
- Hello! Project 연수생 발표회 2016 ~봄의 공개 실력 진단 테스트~ (2016년 5월 5일, 나카노 선플라자)
- Hello! Project 연수생 발표회 2016 6월 ~EXCITING!~ (2016년 6월 4일 · 5일 · 12일, Zepp Namba · Tokyo · Nagoya)
- Hello! Project 연수생 발표회 2016 9월 ~SINGING!~ (2016년 9월 4일 · 24일 · 25일, Zepp Namba · Tokyo · Nagoya)
- Hello! Project 연수생 발표회 2016 12월 ~EXCITING!~ (2016년 12월 11일 · 18일 · 23일, Zepp Namba · Tokyo · Nagoya)
- Hello! Project 연수생 발표회 2017 3월 ~Marching!~ (2017년 3월 11일 · 12일 · 18일 · 20일, Zepp Tokyo · Namba · Nagoya · Tokyo)
- Hello! Project 연수생 발표회 2017 ~봄의 공개 실력 진단 테스트~ (2017년 5월 5일, 나카노 선플라자)
- Hello! Project 연수생 발표회 2017 6월 ~June Tripper!~ (2017년 6월 3일 · 4일 · 10일, Zepp Nagoya · Namba · Tokyo)
- Hello! Project 연수생 발표회 2017 9월 ~Go NEXT!~ (2017년 9월 3일 · 9일 · 10일, Zepp Tokyo · Namba · Nagoya)
- Hello! Project 연수생 발표회 2017 12월 ~Conti→New!~ (2017년 12월 2일 · 3일 · 10일, Zepp Nagoya · Namba · Tokyo)
- Hello! Project 연수생 발표회 2018 3월 ~사쿠라~ (2018년 3월 11일 · 17일 · 18일, Zepp Tokyo · Namba · Nagoya)
- 코부시팩토리 & 츠바키팩토리 콘서트 투어 2018 봄 ~KOBO~ (2018년 5월 3일 ~ 5일, 2개 도시 2회 공연)
- Hello! Project 연수생 발표회 2018 6월 ~니시~ (2018년 6월 2일 · 3일 · 10일, Zepp Namba · Nagoya · Tokyo)
- Hello! Project 연수생 발표회 2018 12월 ~미캉~ (2018년 12월 2일 · 9일 · 16일, Zepp Namba · Tokyo · Nagoya)
- RISA OGATA CONCERT 2022「Coeur à coeur」(2022년 10월 6일 ~ 11일, COTTON CLUB, 4회 공연) - 카사이, 야기가 서포트 댄서로서 출연.
- RISA OGATA CONCERT 2023「Coeur à coeur」(2023년 1월 27일 · 5월 29일 · 30일, COTTON CLUB, 6회 공연 · 3월 6일 · 7일, 다이이치 호텔 료고쿠, 2회 공연) - 카사이(1월 27일 · 5월 29일 · 30일만), 야기, 후쿠다(3월 6일 · 7일만)가 서포트 댄서로서 출연.
- 안녕 나카노 선플라자 음악제 (2023년 6월 10일, 나카노 선플라자)
- Hello! Project 연수생 발표회 2025 9월「It's Harvest Season !」 (2025년 9월 7일 · 23일, Zepp Namba · Tokyo) - 게스트로서 출연.

### 해외 공연
- TSUBAKI FACTORY FIRST CONCERT 2023 SHUNKAN IN HONG KONG (2023년 10월 14일, 홍콩 Music Zone@ E-Max)
- TSUBAKI FACTORY FIRST CONCERT 2023 SHUNKAN IN TAIWAN (2023년 10월 15일, 타이베이 花漾hana展演空間(HANASPACE))
- TSUBAKI FACTORY FIRST CONCERT 2024 C'mon Everybody to SHANGHAI ! (2024년 5월 18일, 중국 상하이 Bandai Namco Shanghai Base DREAM HALL)

### 뮤지컬 · 무대
- 연극여자부 뮤지컬「생큐 베리베리」(2015년 10월 8일 ~ 18일, BIG TREE THEATER)
- 연극여자부 뮤지컬「까무러치듯 사랑해!」(2016년 3월 25일 ~ 4월 3일, BIG TREE THEATER / 2016년 5월 28일 ~ 29일, ABC 홀)
- 연극여자부 공연「속 · 11명 있어 동의 지평 · 서의 영원」(2016년 6월 11일 ~ 12일, 교토 극장 / 2016년 6월 16일 ~ 26일, 이케부쿠로 선샤인 극장) - 니이누마, 타니모토를 제외한 4명이 출연.
- 연극여자부「네가포포」(2016년 11월 3일 ~ 20일, BIG TREE THEATER) - 야마기시, 오가타, 아사쿠라, 오노만 출연.
- 연극여자부「아득한 시공 안에서 6 외전 ~황혼의 가면~」(2019년 6월 6일 ~ 23일, 이케부쿠로 선샤인 극장)
- STAGE VANGUARD「악양전생」(2022년 8월 8일 / 2023년 5월 24일, COTTON CLUB) - 야기(8월 8일만), 야마기시(5월 24일만)가 게스트로서 출연.

## 서적

### 사진집
- 츠바키팩토리 1st 오피셜 북 (2019년 2월 22일, 와니북스) ISBN 978-4-8470-8195-8
- TSUBAKI FACTORY 6th ANNIVERSARY～Moment～Photo Diary (2023년 6월 9일, 오딧세이 출판)

### 솔로 사진집
- 야마기시 리코 1st 솔로 사진집「理子」(2017년 4월 27일, 와니북스) ISBN 978-4-8470-4917-0
- 아사쿠라 키키 1st 솔로 사진집「つばきファクトリー 浅倉樹々 1st写真集」(2019년 5월 27일, 와니북스) ISBN 978-4-8470-8211-5
- 오가타 리사 1st 솔로 사진집「オレンジの砂時計～リサ二十歳～」(2019년 11월 5일, 와니북스) ISBN 978-4-8470-8243-6
- 야마기시 리코 2nd 솔로 사진집「R-21」(2020년 5월 13일, 와니북스) ISBN 978-4-908643-48-4
- 오노 미즈호 1st 솔로 사진집「MIZUH◎」(2020년 9월 29일, 오딧세이 출판) ISBN 978-4-908643-54-5
- 타니모토 아미 1st 솔로 사진집「Am1」(2020년 11월 16일, 오딧세이 출판) ISBN 978-4-908643-55-2
- 아사쿠라 키키 2nd 솔로 사진집「海の見える街」(2021년 4월 26일, 와니북스) ISBN 978-4-8470-8359-4
- 오노다 사오리 1st 솔로 사진집「紗栞」(2021년 12월 17일, 오딧세이 출판) ISBN 978-4-908643-70-5
- 키시모토 유메노 1st 솔로 사진집「ユメノアト」(2022년 7월 7일, 오딧세이 출판) ISBN 978-4-908643-77-4
- 아사쿠라 키키 3rd 솔로 사진집「cherie」(2023년 3월 22일, 오딧세이 출판) ISBN 978-4-908643-85-9
- 야마기시 리코 3rd 솔로 사진집「GR」(2023년 10월 18일, 오딧세이 출판) ISBN 978-4-908643-95-8
- 니이누마 키소라 1st 솔로 사진집「Kisora」(2024년 5월 17일, 오딧세이 출판) ISBN 978-4-911265-01-7
- 오노 미즈호 2nd 솔로 사진집「ひだまりといつも」(2025년 3월 14일, 오딧세이 출판) ISBN 978-4-911265-07-9

## 같이 보기
- 코부시팩토리